# La Bande à Picsou (série télévisée d'animation, 1987)
Pour la série de 2017, voir La Bande à Picsou (série télévisée d'animation, 2017).
La Bande à Picsou (2017)
La Bande à Picsou (DuckTales) est une série télévisée d'animation américaine en cent épisodes de 22 minutes, diffusée entre le 18 septembre 1987 et le 28 novembre 1990 en syndication,. Elle a été la première série animée de Walt Disney Television Animation diffusée en syndication, précédant Tic et Tac, les rangers du risque, Super Baloo et Myster Mask.
En France, la série a été diffusée du 2 janvier au 31 décembre 1988 en première partie de soirée dans l'émission Le Disney Channel sur FR3, puis du 7 janvier 1989 au 30 décembre 1989 dans Spécial Disney sur TF1, et enfin du 7 janvier 1990 jusqu'au 30 août 1997 dans le Disney Club sur TF1.
Au Québec, la série a été diffusée à partir du 9 septembre 1989 à la Télévision de Radio-Canada dans l'émission Vazimolo. En Belgique, elle a été diffusée à partir de 1993 dans l'émission Chambard sur RTL-TVI, puis sur Club RTL à partir de 1998.
Le 8 mars 2016, Disney XD dévoile des images d'une série reboot de La Bande à Picsou. Le double épisode servant de pilote est diffusé en septembre 2017.

## Synopsis
Cette série met en scène des personnages de l'univers des canards de Disney, et principalement Picsou et ses petits-neveux Riri, Fifi et Loulou qui parcourent le monde à la recherche de trésors perdus.
Lorsqu'ils ne sont pas en quête d'un trésor, les neveux de Donald sont à Canardville, entourés de Zaza, Mamie Baba et Flagada Jones et affrontent avec ruse les ennemis de leur oncle.

## Distribution

### Voix originales
- Alan Young : Scrooge McDuck (Balthazar Picsou)
- Russi Taylor : Huey, Dewey, Louie and Webby (Riri, Fifi, Loulou et Zaza)
- Terry McGovern : Launchpad McQuack (Flagada Jones)
- Joan Gerber : Mrs. Bentina Beakley (Mamie Baba)
- Hal Smith : Flintheart Glomgold (Archibald Gripsou)
- June Foray : Magica De Spell (Miss Tick)

### Voix françaises
- Philippe Dumat : Balthazar Picsou
- Martine Reigner : Riri, Fifi et Loulou
- Roger Carel : Archibald Gripsou, Pat Hibulaire, Arsène, Castor Major, Bubba, Tristan Issold, Albert Lingo, le présentateur Robin Dubois, voix additionnelles
- Claude Chantal : Mamie Baba, Miss Tick, Ma Rapetou, Miss Frappe
- Séverine Morisot : Zaza Vanderquack
- Jean-Claude Donda : Flagada Jones, le leader des Rapetou (La Science)
- René Bériard : Géo Trouvetou
- Laurent Hilling : Gérard Mentor / Robotik, Burger
- Michel Elias : Donald Duck
- Jacques Ferrière[9] : Dijon, Poupon.

 Source et légende : version française (VF) sur RS Doublage
Version française
- Société de doublage : Télétota
- Direction artistique : Patricia Angot
- Adaptation des dialogues : Patricia Angot

## Personnages

### Personnages issus des bandes dessinées deCarl Barks
- Personnages principaux : Picsou et Riri, Fifi et Loulou, les trois neveux de Donald Duck étant différenciés par les couleurs suivantes : rouge pour Riri, bleu pour Fifi et vert pour Loulou[1].
- Personnages secondaires : Géo Trouvetou, Gontran Bonheur, Goldie O'Gilt.
- Méchants : Miss Tick (caractérisée par un léger accent allemand), Gripsou et les Rapetou.

Contrairement aux Rapetou des bandes dessinées, ceux de La Bande à Picsou sont bien différenciés, et ce, plus seulement par leur numéro, puisqu'ils possèdent chacun un nom et un physique qui leur est propre ; en outre, leur mère est un personnage récurrent, alors qu'elle n'était jusqu'alors qu'évoquée. L'apparence de Gripsou est elle aussi modifiée : il porte notamment un kilt, le faisant plus ressembler à un canard d'origine écossaise que sud-africaine (étant donné le contexte historique de l'époque).
Donald Duck effectue quelques rares apparitions : il est présenté comme effectuant un service militaire sur un porte-avions, laissant la garde de ses trois neveux à Picsou.

### Nouveaux personnages
- Zaza Vanderquack (en anglais Webbigail « Webby » Vanderquack), jeune cane intrépide. Picsou en fait sa petite-nièce adoptive. Malgré sa ressemblance avec les nièces de Daisy Duck, Lili, Lulu et Zizi, elle n'a aucun lien de parenté avec la famille Duck.
- Mamie Baba (en anglais Bentina Beakley), grand-mère de la précédente et intendante de la maison Picsou.
- Flagada Jones (en anglais Launchpad McQuack), aviateur casse-cou et maladroit.
- Ma Rapetou la mère de tous les Rapetou apparaissant dans l'animé (jamais paru dans les comics de Disney aux États-Unis ou ailleurs)
- Gérard Mentor (en anglais Fenton Crackshell) : Nouveau comptable de Picsou ayant une capacité innée pour le dénombrement instantané des objets mais incapable de comprendre des demandes un peu complexes. Il met la main sur une armure développée par Géo Trouvetou et devient gardien du dépôt sous le pseudonyme de Robotik.
- Bubba, un jeune caneton préhistorique revenu avec les héros d'un voyage dans le temps.
- Arsène (en anglais Duckworth) : Majordome et chauffeur de Picsou.

Au cours des 35 épisodes de la deuxième saison, plusieurs autres nouveaux personnages apparaissent.

## Historique
Après de s'être lancé dans des séries d'animation comme Les Wuzzles ou Les Gummi avec des personnages originaux, les studios Disney décident de lancer une série avec des personnages connus de leur licence. Le choix est tourné vers Picsou qui était déjà passé au cinéma avec Le Noël de Mickey et à la télévision dans Fou de foot. La série prend comme base l'univers de l'auteur de bande dessinée des canards bien connu, Carl Barks, dont les personnages et certaines histoires seront adaptées dans quelques épisodes. Le personnage de Donald est quant à lui peu utilisé dans la série. D'après Tad Stones, le fait qu'il soit peu présent s'explique par le fait qu'il ne puisse pas parler autant que dans les BD car sa voix peut rendre ses paroles incompréhensibles. Pour accompagner Picsou et ses petits-neveux, il est remplacé par le pilote casse-cou Flagada.
La diffusion a débuté sous la forme d'un téléfilm de deux heures en cinq parties (rediffusées par la suite de façon séparées), intitulé Treasure of the Golden Suns, suivi d'épisodes individuels avec une diffusion quotidienne à partir du 21 septembre 1987,. Deux autres épisodes spéciaux en cinq parties ont débuté la deuxième saison : Time Is Money et Super Ducktales. Le thème du générique est l'œuvre de Mark Mueller. En version originale, la majorité des titres sont des parodies de titres de films, de pièces de théâtres ou d'expressions anglo-saxonnes. Exemples : Duck to the Future pour Back to the Future, Ducky Horror Picture Show pour The Rocky Horror Picture Show, Three Ducks of the Condor pour Three Days of the Condor, Raiders of the Lost Harp pour Raiders of the Lost Ark, Much Ado about Scrooge pour Much Ado about Nothing, Home Sweet Homer pour Home, Sweet Home , Till Nephews Do Us Part pour Till Death Do Us Part, etc.
L'auteur de bande dessinée Romano Scarpa bien connu des Italiens pour ses histoires sur Picsou, présentera un test d'animation de quelques secondes pour la série où Picsou découvre un trésor dans une pyramide aztèque en compagnie des Castors Juniors avec l'intervention des Rapetou. Mais son test sera finalement pas retenu car l'animation italienne aurait nécessité des coûts et des délais de réalisation plus élevés que les studios asiatiques sur lesquels Disney s'appuyait,.
Pour le lancement de la saison 2 et pour créer de la nouveauté, Tad Stones a présenté trois nouveaux personnages à la production : Space Duck, un canard extraterrestre, Bubba Duck, un canard homme des cavernes et Roboduck, justicier permettant de surfer sur le succès du film RoboCop sorti en 1987. Seuls les deux derniers personnages furent gardés pour la série et leurs noms modifiés, donnant Bubba et Robotik.
D'autres productions ont suivi avec pour héros les tamias Tic et Tac, Winnie l'ourson, Dingo et son fils Max, etc. En septembre 1989, la série est associée à Tic et Tac, les rangers du risque pour former un bloc de programmes. Par la suite, ce sont les longs métrages d'animation (Aladdin, Le Roi lion, etc.) qui ont inspiré des séries animées dérivées. Ces productions ont permis la création de programmes jeunesse sur plusieurs chaînes de télévision à travers le monde, mêlant de courtes rubriques pour enfants et ces dessins animés. En France, ce fut d'abord Le Disney Channel programmé le samedi soir sur FR3.
Le succès de la série incita la Walt Disney Company à développer de nouvelles séries animées dans l'univers des canards comme Myster Mask (Darkwing Duck) présentant les aventures d'un canard super-héros dérisoire (avec Flagada Jones) ou Couacs en vrac (Quack Pack) avec pour héros Donald, ses neveux devenus adolescents et Daisy Duck travaillant comme journaliste.
La série La Bande à Picsou a été rediffusée aux États-Unis en 1995 sur Disney Channel à partir du 19 avril 1997 sur le réseau ABC jusqu'au 30 août 1997 avant de reprendre une diffusion le 1er septembre 1997.
Après plus de 10 ans d'absence, la série a été rediffusée en France sur la chaîne Disney Cinemagic en 2009 et sur Canal+ Family.
Le 25 février 2015, Disney annonce un reboot de la série La Bande à Picsou pour 2017 sur la chaîne Disney XD,,.

## Musique
La chanson du générique français de la série, intitulée également La Bande à Picsou, est interprétée par Jean-Claude Corbel et Claude Lombard et est sortie en 1986. Elle reprend la musique du générique américain en adaptant les paroles en français. Le générique a été édité en vinyle 45 tours.

## Épisodes
| Saison | Saison | Épisodes | France         | France |
| Saison | Saison | Épisodes | Début          | Fin    |
| ------ | ------ | -------- | -------------- | ------ |
|        | 1      | 65       | 2 janvier 1988 | 1988   |
|        | 2      | 28       | 1989           | 1989   |
|        | 3      | 7        | 1990           | 1990   |

## Produits dérivés et adaptations

### Cinéma
Un long-métrage d'animation, La Bande à Picsou, le film : Le Trésor de la lampe perdue inspiré du conte des Mille et Une Nuits Aladin et la Lampe merveilleuse, est sorti en 1990 en conclusion de la série.

### Comics
Deux séries de comics sont parus sur l'univers de La Bande à Picsou :
- chez l'éditeur Gladstone Publishing, 13 numéros de 1988 à 1990 basés sur des adaptations des épisodes[23],
- par Disney Comics, 18 numéros de 1990 à 1991 composés de différents chapitres répartis dedans formant des histoires longues[23],
- par Disney Adventures reprenant la suite des histoires longues après l'arrêt chez Disney Comics et les publie jusqu'en 1994[23],
- Le personnage de Flagada Jones a servi dans une série de gags en une planche venant de France, mettant en scène Picsou, Riri, Fifi, Loulou et les Rapetou. Ces histoires sont scénarisées par Gérard Cousseau, Jean-Loïc Belhomme et François Corteggiani et illustrées par le studio Comicup de Barcelone[24],[25],
- En 2006, Gladstone publia deux recueils d'histoires de Carl Barks ayant été adaptées par la série, sous le nom de Carl Barks' Greatest Ducktales Stories,
- Après plusieurs années d'absence, La Bande à Picsou revient en mai 2011 dans une nouvelle histoire éditée par Boom! Studios, Les Aventuriers du capital perdu (Rightful Owners), scénarisée par Warren Spector et dessinée par José Massaroli et Leonel Castelallani. Cette histoire a été publiée en France, le 12 février 2012 dans le numéro 168 du magazine Super Picsou Géant. En plus de retrouver les membres de la bande à Picsou au complet, le scénario fait référence à plusieurs histoires de Carl Barks[26],[23]. Il existe une suite intitulée Dangerous Currency, toujours scénarisée par Warren Spector et dessinée par José Massaroli avec en plus James Silvani. Cette histoire est inédite en France et prend en compte également l'univers de Myster Mask[27].

### Sorties vidéo
- Au début des années 1990, un certain nombre d'épisodes de la série ont paru en VHS.
- États-Unis :

Aux États-Unis (DVD zone 1), la série paraît en trois coffrets reprenant les épisodes de la série, dans l'ordre chronologique avec l'audio uniquement en anglais avec sous-titres anglais :
- Duck Tales Volume 1 (Coffret 3 DVD) (27 épisodes) : épisodes 6 à 32[28].
- Duck Tales Volume 2 (Coffret 3 DVD) (24 épisodes) : épisodes 33 à 51 + épisodes 1 à 5 en bonus[29].
- Duck Tales Volume 3 (Coffret 3 DVD) (24 épisodes) : épisodes 52 à 75[30].

- France :

Le 20 juin 2007, Walt Disney Studios Home Entertainment a publié en France trois DVD (Là où un canard n'est jamais allé, Le Monde Perdu et Super Castor), comprenant les pistes sonores anglaises et françaises avec sous-titres et regroupant 20 épisodes de la saison 1.
- La Bande à Picsou : Là ou un canard n'est jamais allé (DVD Keep Case) (6 épisodes) : épisodes 6 à 11. (ASIN B000OPPWYA)
- La Bande à Picsou : Le monde perdu (DVD Keep Case) (7 épisodes) : épisodes 12 à 18. (ASIN B000OPPWYK)
- La Bande à Picsou : Super Castor (DVD Keep Case) (7 épisodes) : épisodes 19 à 25. (ASIN B000OPPWYU)

- Royaume-Uni :

Walt Disney Studios Home Entertainment a publié en Grande Bretagne trois coffrets de trois DVD. Le ratio image est en 1.33:1 plein écran 4:3. L'audio est en anglais, français, italien, espagnol et allemand 2.0 mono. Les sous-titres français, anglais, anglais pour sourds et malentendants, italiens, allemands et espagnols sont uniquement disponibles sur le premier coffret. Les deux suivants n'ont pas de sous-titres. Les épisodes 26 à 32 présents sur l'édition américaine sont absents de cette édition britannique.
- Ducktales First Collection (3 DVD) (20 épisodes) : épisodes 6 à 25. (ASIN B000M2E7GO)
- Ducktales Second Collection (3 DVD) (24 épisodes) : épisodes 1 à 5 + épisodes 33 à 51. (ASIN B0098F65FM)
- Ducktales Third Collection (3 DVD) (24 épisodes) : épisodes épisodes 52 à 75. (ASIN B0098F6GY2)

### Jeux vidéo
Des jeux vidéo ont été conçus par Capcom pour les consoles Nintendo NES et GameBoy, Disney's DuckTales étant le premier épisode. Il existe une suite Disney's DuckTales 2 sortie sur les mêmes plateformes.
Une réédition du premier jeu sorti sur Nintendo NES nommé DuckTales Remastered, édité par Capcom et développé par Wayforward Technology, est aussi disponible en téléchargement sur PC ainsi que sur les consoles PlayStation 3 et WiiU (versions sorties les 13, 14 et 15 août 2013 respectivement). La version Xbox 360 est quant à elle sortie le 11 septembre 2013. Les versions pour téléphones mobiles et tablettes sous systèmes Android et iOS ont elles été publiées le 2 avril 2015.